# Plaza de Toros Olympic
La Plaza de Toros Olympic también mencionada como Olimpic fue un escenario importante de la vida de los ciudadanos de La Paz entre los años cuarenta y setenta. Ubicada en la calle Otero de la Vega de la zona de San Pedro, Macro Distrtito Cotahuma, solía atraer una gran concurrencia. La Plaza de Toros se puso en funcionamiento en un terreno donado por Ernesto Palazuelos en un emprendimiento en el que participó José David Tomás Mesa Sánchez, ambos provenientes de familias españolas, y este último abuelo del presidente boliviano Carlos Mesa Gisbert.

## Espectáculos

### Lidia de toros
En sus arenas se presentaron toreros famosos como Rafael González Villa "Machaquito" y Lorenzo Pascual "Belmonteño" así como circos, y otros espectáculos.
El Torero peruano "Paco Céspedes" tomó la alternativa en esta plaza, de manos de Raúl Acha "Rovira" el 24 de junio de 1951, e hizo importantes campañas en los años posteriores.

### Circos
Entre los circos famosos que se presentaron en el Olympic se encuentra el Royal Dunbar Circus.

### Lucha libre
Adoptando el nombre de Olympic ring en los años setenta se convirtió en ring de lucha libre boliviana siendo el espacio de iniciación en esta disciplina para muchos luchadores.

### Espacio deportivo
El dueño del terreno, Néstor Palazuelos habilitó una espacio para cancha de fútbol.

## Desaparición
Se conservan parcialmente las graderías de este escenario, y el predio que lo albergaba ha sido dividido y algunos sectores acogen edificios de viviendas.
El renombre del escenario fue tal que la zona circundante es conocida como Olympic.